# Per Jonsson (skådespelare)
Per Ingvar Jonsson, född 10 september 1934 i Mörsil, död 23 oktober 2022 i Helsingborg, var en svensk skådespelare.

## Biografi
Jonsson var utbildad vid Gösta Terserus teaterskola i hans då helt nya lokaler på Hovslagargatan 4 i Stockholm och därefter på Göteborgs stadsteaters elevskola, tillsammans med Nadja Witzansky, Lena Söderblom, Kerstin Tidelius, Lars Engström, Arne Eriksson och Bo Swedberg, 1954–1957.
Han debuterade på Göteborgs stadsteater i januari 1955 som Chikara i John Masefields De trogna som Bengt Lagerkvist satte upp på Stora scenen med en stor ensemble, däribland Erland Josephson, Per Oscarsson, Jan Malmsjö, Bertil Anderberg, Arne Nyberg och Ebba Ringdahl. Därpå följde rollen som David i Strindbergs Gustav Vasa med Kolbjörn Knudsen som den svenske kungen.
Efter elevskolan var han två år på Atelierteatern i Göteborg där hans första uppgift var Joe i D.H. Lawrence Min son är min med bland andra Maud Hyttenberg. Våren 1959 gjorde han Jim O'Connor i Tennesse Williams Glasmenageriet i regi av Hans Råstam.
Jonsson engagerades av Riksteatern hösten 1959 för rollen som Jean i Jacques Vilfrids pjäs Sommarlov (L'amour, toujours l'amour) med Olof Lundström, Lilian Elgö, Lennart Kollberg, Walter Norman och Rune Eklund i de andra rollerna. Eftersom det var Jonssons tidigare lärare Gösta Terserus som regisserade så repeterade man pjäsen i hans studio vid Blasieholmen i Stockholm, med turnépremiär i den lilla orten Alfta i Hälsingland. Orten hade inte något hotell så ensemblen bodde i Bollnäs som också var den kommun som startade den allra första Riksteaterföreningen.   
Han kom 1965 till Helsingborgs stadsteater för rollen som Fortunio i Alfred de Mussets komedi Ljusstaken. Därpå följde ytterligare ett par roller och när teaterchefen Per Sjöstrand efter det erbjöd honom att stanna vid teatern bestämde han sig för att slå sig ner i Helsingborg. 
Han växlade mellan dramatiska och humoristiska roller. På Helsingborgs gamla och nya stadsteater medverkade Per Jonsson i 123 olika uppsättningar.
Per Jonsson var från 1963 till sin död gift med Anna-Greta Bergman.

## Filmografi
- 1961 – Frisöndag
- 1964 – Henrik IV
- 1962 – Chans
- 1971 – Deadline
- 1971 – Lavforsen – by i Norrland (TV-serie)
- 1978 – Sommarflickan (TV-serie)
- 1999 – Offer och gärningsmän (TV-serie)

## Teater

### Roller
| År   | Roll                                                | Produktion | Regi                           | Teater                                         |
| ---- | --------------------------------------------------- | --- | ------------------------------ | ---------------------------------------------- |
| 1955 | Timothy                                             | Simon och Laura (Simon and Laura) Alan Melville                                                                                                   | Per-Axel Branner               | Lisebergsteatern                               |
| 1957 | Harry Lund                                          | Brott i sol Staffan Tjerneld | Hans Råstam                    | Atelierteatern                                 |
| 1957 | Bachir                                              | Den omoraliske (The Beautiful People) Ruth Goetz och Augustus Goetz                                                                               | Hans Råstam                    | Atelierteatern                                 |
| 1965 | Jones                                               | Vittne mot sig själv (Inadmissable evidence) John Osborne                                                                                         | Bo Swedberg                    | Helsingborgs stadsteater                       |
| 1965 | Fortunio                                            | Ljusstaken (Le Chandelier) Alfred de Musset | Bo Swedberg                    | Helsingborgs stadsteater                       |
| 1966 | Hank Shraver                                        | Till salu (Used Car For Sale) Lewis John Carlino                                                                                                  | Per Sjöstrand                  | Kristianstads teater/ Helsingborgs stadsteater |
| 1966 | Oscar                                               | Saken är Oscar! eller En halv million i kappsäcken (Oscar) Claude Magnier                                                                         | Hans Bergström                 | Helsingborgs stadsteater                       |
| 1966 |                                                     | Den tappre soldaten Svejk (Osudy dobrého vojáka Švejka za světové války) Jaroslav Hašek                                                           | Hans Bergström                 | Helsingborgs stadsteater                       |
| 1966 | Pierrot                                             | Aria Da Capo Edna St. Vincent Millay | Hans Bergström                 | Helsingborgs stadsteater                       |
| 1966 | Zapo                                                | Picknick på slagfältet (Pique-nique en campagne) Fernando Arrabal                                                                                 | Hans Bergström                 | Helsingborgs stadsteater                       |
| 1966 | Harlekin                                            | Harlekin och Colombina (Harlekin og Columbine, eller Klovnen som barnepike) Arne Svenneby                                                         | Gunnar Skar                    | Helsingborgs stadsteater                       |
| 1967 | Johan                                               | Markurells i Wadköping Hjalmar Bergman | Hans Bergström                 | Helsingborgs stadsteater                       |
| 1967 | Harlekin                                            | Skälmarnas triumf (Los intereses creados) Jacinto Benavente                                                                                       | Lennart Kollberg               | Helsingborgs stadsteater                       |
| 1967 | Den normale                                         | På villande hav (Na pełnym morzu) Sławomir Mrożek                                                                                                 | Lars Göran Carlson             | Helsingborgs stadsteater                       |
| 1967 | Peter                                               | Zoo story (The Zoo Story) Edward Albee | Lars Göran Carlson             | Helsingborgs stadsteater                       |
| 1967 | Orädd                                               | Trappan Werner Aspenström | Per Sjöstrand                  | Helsingborgs stadsteater                       |
| 1967 | Mandelstam                                          | Byxorna (Die Hose) Carl Sternheim | Per Sjöstrand                  | Helsingborgs stadsteater                       |
| 1968 | Soldaten Träskalle Bonden Prinsens brorson Ryttaren | Den kaukasiska kritcirkeln (Der kaukasische Kreidekreis) Bertolt Brecht                                                                           | Håkan Ersgård                  | Helsingborgs stadsteater                       |
| 1968 | Albert, som ung                                     | Din stund på jorden Vilhelm Moberg | Per Sjöstrand                  | Helsingborgs stadsteater                       |
| 1968 |                                                     | Kung Ubu (Ubu-roi) Alfred Jarry | Lars Göran Carlson             | Helsingborgs stadsteater                       |
| 1968 |                                                     | SOS eller Sanningen om säkerheten Tore Zetterholm                                                                                                 | Lars Göran Carlson             | Helsingborgs stadsteater                       |
| 1968 | Månen                                               | Den verklige kommissarie Schäfer (The Real Inspector Hound) Tom Stoppard                                                                          | Lars Göran Carlson             | Helsingborgs stadsteater                       |
| 1968 | Bengt Erlandsson                                    | Kvartetten som sprängdes Birger Sjöberg | Sandor Györbiro                | Helsingborgs stadsteater                       |
| 1969 | Jack                                                | Alla har en trädgård (Everything in the Garden) Edward Albee                                                                                      | Kaj Ahnhem                     | Helsingborgs stadsteater                       |
| 1969 | Monsieur de Pourceaugnac                            | Friaren från landet eller Monsieur de Pourceaugnac (Monsieur de Pourceaugnac) Molière                                                             | Lars-Levi Læstadius            | Helsingborgs stadsteater                       |
| 1969 |                                                     | Krigsmans lycka (Minna von Barnhelm) Gotthold Ephraim Lessing                                                                                     | Lars-Levi Læstadius            | Helsingborgs stadsteater                       |
| 1969 | Roger                                               | Hans nåds testamente Hjalmar Bergman | Runar Schauman Kaj Ahnhem      | Helsingborgs stadsteater                       |
| 1970 | Estragon                                            | I väntan på Godot (En attendant Godot) Samuel Beckett                                                                                             | Lars-Levi Læstadius            | Helsingborgs stadsteater                       |
| 1970 | Syster Gunnel                                       | Hemmet Kent Andersson och Bengt Bratt | Kaj Ahnhem                     | Helsingborgs stadsteater                       |
| 1970 | Mortimer Brewster                                   | Arsenik och gamla spetsar (Arsenic and Old Lace) Joseph Kesselring                                                                                | Martin Söderhjelm              | Helsingborgs stadsteater                       |
| 1971 | Barry                                               | Räddad (Saved) Edward Bond | Kaj Ahnhem                     | Helsingborgs stadsteater                       |
| 1971 |                                                     | Bamsingen (Le Babour) Félicien Marceau | Martin Söderhjelm              | Helsingborgs stadsteater                       |
| 1971 | Andreas Blek af Nosen                               | Trettondagsafton (Twelfth Night, or What You Will) William Shakespeare                                                                            | Lars-Levi Læstadius            | Helsingborgs stadsteater                       |
| 1971 | Gustav                                              | Tillståndet Kent Andersson och Bengt Bratt | Stellan Olsson                 | Helsingborgs stadsteater                       |
| 1972 | Molvik                                              | Vildanden Henrik Ibsen | Lars-Levi Læstadius            | Helsingborgs stadsteater                       |
| 1972 |                                                     | Skymningsbaren (Twilight Bar) Arthur Koestler | Stellan Olsson                 | Helsingborgs stadsteater                       |
| 1972 | Pontagnac                                           | Fruar på vift (Le dindon) Georges Feydeau | Lars-Levi Læstadius            | Helsingborgs stadsteater                       |
| 1973 | Alain                                               | Äktenskapsskolan (L'école des femmes) Molière | Lars-Levi Læstadius John Price | Helsingborgs stadsteater                       |
| 1973 | Albert Carlsson                                     | Möss och människor (Of Mice and Men) John Steinbeck                                                                                               | Stellan Olsson                 | Helsingborgs stadsteater                       |
| 1973 | Sebastian                                           | Melodi på lergök Lars-Levi Læstadius | Lars-Levi Læstadius            | Helsingborgs stadsteater                       |
| 1973 | Pamphilius                                          | Karusellen (The Apple Cart) George Bernard Shaw                                                                                                   | Claes Sylwander                | Helsingborgs stadsteater                       |
| 1973 | Studenten                                           | Faust Johann Wolfgang von Goethe | HansKarl Zeiser                | Helsingborgs stadsteater                       |
| 1973 | Erik                                                | Värmlänningarna Fredrik August Dahlgren och Andreas Randel                                                                                        | Claes Sylwander                | Helsingborgs stadsteater                       |
| 1974 | Hagan                                               | Arvet från Ballygombeen (The Ballygombeen bequest) John Arden och Margaretta D'Arcy                                                               | Claes Thelander                | Helsingborgs stadsteater                       |
| 1974 | Conny Norin                                         | Pampen Lars Björkman | Claes Sylwander                | Helsingborgs stadsteater                       |
| 1974 |                                                     | Kärleksföreställningen Margareta Garpe och Suzanne Osten                                                                                          | Lars Svenson                   | Helsingborgs stadsteater                       |
| 1974 | Antonie Magneau                                     | Victor: När barnen tar makten (Victor, ou, Les Enfants au pouvoir) Roger Vitrac                                                                   | Hans Polster                   | Helsingborgs stadsteater                       |
| 1975 | Vildman                                             | Föräldrarna Lilla Klara-gruppen | Lars Svenson                   | Helsingborgs stadsteater                       |
| 1975 | Sättarn                                             | Turarna, en färjepjäs Stellan Olsson och Jan Olsheden                                                                                             | Stellan Olsson                 | Helsingborgs stadsteater                       |
| 1975 | Officeren                                           | Ett drömspel August Strindberg | Lars Svenson                   | Helsingborgs stadsteater                       |
| 1975 | Albin                                               | Hemma igen Runar Schildt | Hans Polster                   | Helsingborgs stadsteater                       |
| 1975 | Sid Davis                                           | Åh, ljuva ungdomstid (Ah, Wilderness) Eugene O'Neill                                                                                              | Olle Johansson                 | Helsingborgs stadsteater                       |
| 1976 | En mager person                                     | Peer Gynt Henrik Ibsen | Claes Sylwander                | Helsingborgs stadsteater                       |
| 1976 | Petit-Jean Lebrun/Menelaos                          | Pariserliv (La Vie parisienne) Jacques Offenbach, Henri Meilhac och Ludovic Halévy                                                                | Hans Polster                   | Helsingborgs stadsteater                       |
| 1977 | Sven-Gunnar                                         | I väntan på Bardot Lars Björkman och Sigvard Olsson                                                                                               | Claes Sylwander                | Helsingborgs stadsteater                       |
| 1977 | Greven                                              | En dörr skall vara öppen eller stängd (Il faut qu'une porte soit ouverte ou fermée) Alfred de Musset                                              | Claes Thelander                | Helsingborgs stadsteater                       |
| 1977 | Gubben                                              | Stolarna (Les Chaises) Eugène Ionesco | Claes Thelander                | Helsingborgs stadsteater                       |
| 1977 | Wirén                                               | Chez nous Anders Ehnmark och Per Olov Enquist | Hans Polster                   | Helsingborgs stadsteater                       |
| 1977 | Jakob                                               | Tolvskillingsoperan (Die Dreigroschenoper) Bertolt Brecht och Kurt Weill                                                                          | Hans Polster                   | Helsingborgs stadsteater                       |
| 1978 | Eno                                                 | Mio, min Mio Astrid Lindgren | Karin Ekström Göran Omnéus     | Helsingborgs stadsteater                       |
| 1978 | Andrej                                              | Tre systrar (Три сeстры, Tri sestry) Anton Tjechov                                                                                                | Hans Polster                   | Helsingborgs stadsteater                       |
| 1978 |                                                     | Åh, vilket härligt krig! (Oh, What a Lovely War!) Charles Chiltom och Joan Littlewood                                                             | Jan Lewin                      | Helsingborgs stadsteater                       |
| 1979 | Motel                                               | Spelman på taket (Fiddler on the Roof) Jerry Bock, Sheldon Harnick och Joseph Stein                                                               | Edith Roger                    | Helsingborgs stadsteater                       |
| 1980 | Rättsbetjänten                                      | Rävspel (Sly Fox) Larry Gelbart | Per Møller-Nielsen             | Helsingborgs stadsteater                       |
| 1980 | Clov                                                | Slutspel (Fin de partie) Samuel Beckett | Gustaf Elander                 | Helsingborgs stadsteater                       |
| 1981 | Karlsson                                            | Karlsson på taket Astrid Lindgren | Lars Barringer                 | Helsingborgs stadsteater                       |
| 1981 | Simjonov-Pistjtjik                                  | Körsbärsträdgården (Вишнёвый сад, Visjnjovyj sad) Anton Tjechov                                                                                   | Gustaf Elander                 | Helsingborgs stadsteater                       |
| 1981 | Romain Tournel                                      | Leva loppan (La puce à l'oreille) Georges Feydeau                                                                                                 | Henning Moritzen               | Helsingborgs stadsteater                       |
| 1982 | Svejk                                               | Svejk i Andra världskriget (Schweyk im zweiten Weltkrieg) Bertolt Brecht                                                                          | Hans Polster                   | Helsingborgs stadsteater                       |
| 1982 | Anton Zillner                                       | Läkare (Ärztinnen) Rolf Hochhuth | Lars Svenson                   | Helsingborgs stadsteater                       |
| 1983 | Advokat Nils Krogstad                               | Ett dockhem (Et Dukkehjem) Henrik Ibsen | Tom Deutgen                    | Helsingborgs stadsteater                       |
| 1983 | Köpmannen Gianni                                    | Med slöja och svärd Birgit Hageby | Karin Parrot                   | Helsingborgs stadsteater                       |
| 1984 | Dick Christie                                       | En gång till, Sam (Play It Again, Sam) Woody Allen                                                                                                | Staffan Olzon                  | Helsingborgs stadsteater                       |
| 1984 | Frederick Fellowes                                  | Kaos på teatern (Noises Off) Michael Frayn | Palle Granditsky               | Helsingborgs stadsteater                       |
| 1984 | Birger Sjöberg                                      | Diktarens Frida eller Träffas säkrast i hjärtat Hans Granlid                                                                                      | Evan Storm Stina Ancker        | Helsingborgs stadsteater                       |
| 1985 | Georges Pitou                                       | Solen och jag (Memoir) John Murrell | Anna-Greta Bergman             | Helsingborgs stadsteater                       |
| 1985 | Prinsen                                             | Advent August Strindberg | Lars Svenson                   | Helsingborgs stadsteater                       |
| 1986 | Bob                                                 | Ett nät av lögner (Pack of Lies) Hugh Whitemore                                                                                                   | Hans Polster                   | Helsingborgs stadsteater                       |
| 1986 | Lickcheese                                          | Pappas hus (Widowers' Houses) George Bernard Shaw                                                                                                 | Palle Granditsky               | Helsingborgs stadsteater                       |
| 1986 | Hampa                                               | De båda sömngångarna eller Det nödvändiga och det överflödiga (Die beiden Nachtwandlern, oder das Notwendige und das Überflüssige) Johann Nestroy | Hans Polster                   | Helsingborgs stadsteater                       |
| 1987 | Havkin                                              | Tystnad Tagning! (הפלשתינאית, Ha-Palestinait) Joshua Sobol                                                                                        | Gunilla Berg                   | Helsingborgs stadsteater                       |
| 1987 | Bolsjov                                             | Konkursen (Банкрот, Bankrut) Aleksandr Ostrovskij                                                                                                 | Palle Granditsky               | Helsingborgs stadsteater                       |
| 1987 | Fix                                                 | Jorden runt på 80 dagar (Le Tour du monde en quatre-vingts jours) Jules Verne                                                                     | Bengt Ahlfors                  | Helsingborgs stadsteater                       |
| 1987 | Orestes' lärare                                     | Flugorna (Les Mouches) Jean-Paul Sartre | Anita Blom                     | Helsingborgs stadsteater                       |
| 1988 | Albert Carlsson                                     | Din stund på jorden Vilhelm Moberg | Anita Blom                     | Helsingborgs stadsteater                       |
| 1988 | Han                                                 | Följer du med hem? (Скамейка, Skamejka) Alexander Gelman                                                                                          | Anna-Greta Bergman             | Helsingborgs stadsteater                       |
| 1988 | Edgar                                               | Kung Lear (King Lear) William Shakespeare | Anita Blom                     | Helsingborgs stadsteater                       |
| 1989 | Cliff McCracken                                     | En familjeaffär (A Small Family Business) Alan Ayckbourn                                                                                          | Herman Ahlsell                 | Helsingborgs stadsteater                       |
| 1989 | Vanja                                               | Onkel Vanja (Дядя Ваня, Djadja Vanja) Anton Tjechov                                                                                               | Palle Granditsky               | Helsingborgs stadsteater                       |
| 1989 | Sonen                                               | Min modiga mor (Mutters Courage) George Tabori | Richard Looft                  | Helsingborgs stadsteater                       |
| 1990 | Evelyn                                              | Förvillande lik (Busybody) Jack Popplewell | Stig Olin                      | Helsingborgs stadsteater                       |
| 1990 | Saint-Ouen                                          | Jacques och hans husbonde (Jakub a jeho pán) Milan Kundera                                                                                        | Hans Polster                   | Helsingborgs stadsteater                       |
| 1990 | Major Mathieu                                       | Vår fantastiska pappa (Le voyage de Monsieur Perrichon) Eugène Labiche                                                                            | Gordon Marsh                   | Helsingborgs stadsteater                       |
| 1991 | Jesus                                               | Omaka par (The Odd Couple) Neil Simon | Arne Strömgren                 | Helsingborgs stadsteater                       |
| 1992 | Chrysalde                                           | Hustruskolan (L'école des femmes) Molière | Hans Polster                   | Helsingborgs stadsteater                       |
| 1992 | Thomas Putnam                                       | Häxjakten (The Crucible) Arthur Miller | Håkan Lindhé                   | Helsingborgs stadsteater                       |
| 1993 | Lancelot Gobbo Prinsen av Aragonien                 | Köpmannen i Venedig (The Merchant of Venice) William Shakespeare                                                                                  | Göran Stangertz                | Helsingborgs stadsteater                       |
| 1993 | Bernard                                             | Jo, det gällde annonsen (La bonne adresse) Marc Camoletti                                                                                         | Arne Strömgren                 | Helsingborgs stadsteater                       |
| 1993 | Mjölkbud                                            | Blodsbröder (Blood Brothers) Willy Russell | Ronny Danielsson               | Helsingborgs stadsteater                       |
| 1994 | Henrik                                              | Höst och vinter Lars Norén | Thomas Müller                  | Helsingborgs stadsteater                       |
| 1994 | Roland                                              | Aldrig i livet (Dummy Run) Dave Freeman | Arne Strömgren                 | Helsingborgs stadsteater                       |
| 1994 |                                                     | De sista (Последние, Posledniye) Maksim Gorkij | Ronnie Hallgren                | Helsingborgs stadsteater                       |
| 1994 | Rosengårdsmästaren Eno                              | Mio min Mio Astrid Lindgren | Eva Molin                      | Helsingborgs stadsteater                       |
| 1995 | Patron Fortunato                                    | Gruffet i Chiozza (Le baruffe chiozzotte) Carlo Goldoni                                                                                           | Jörgen Düberg                  | Helsingborgs stadsteater                       |
| 1995 | Bernard                                             | En fröjdefull jul (Season's Greetings) Alan Ayckbourn                                                                                             | Marianne Rolf                  | Helsingborgs stadsteater                       |
| 1996 | Hans Christian Andersen                             | Från regnormarnas liv Per Olov Enquist | Edith Roger(nb)                | Helsingborgs stadsteater                       |
| 1999 | Vilhelm m fl                                        | Rika barn leka bäst Carin Mannheimer | Birgitta Palme                 | Helsingborgs stadsteater                       |
| 2001 | Josef II                                            | Amadeus Peter Shaffer | Göran Stangertz                | Helsingborgs stadsteater                       |

- En uppstoppad hund

## Bilder

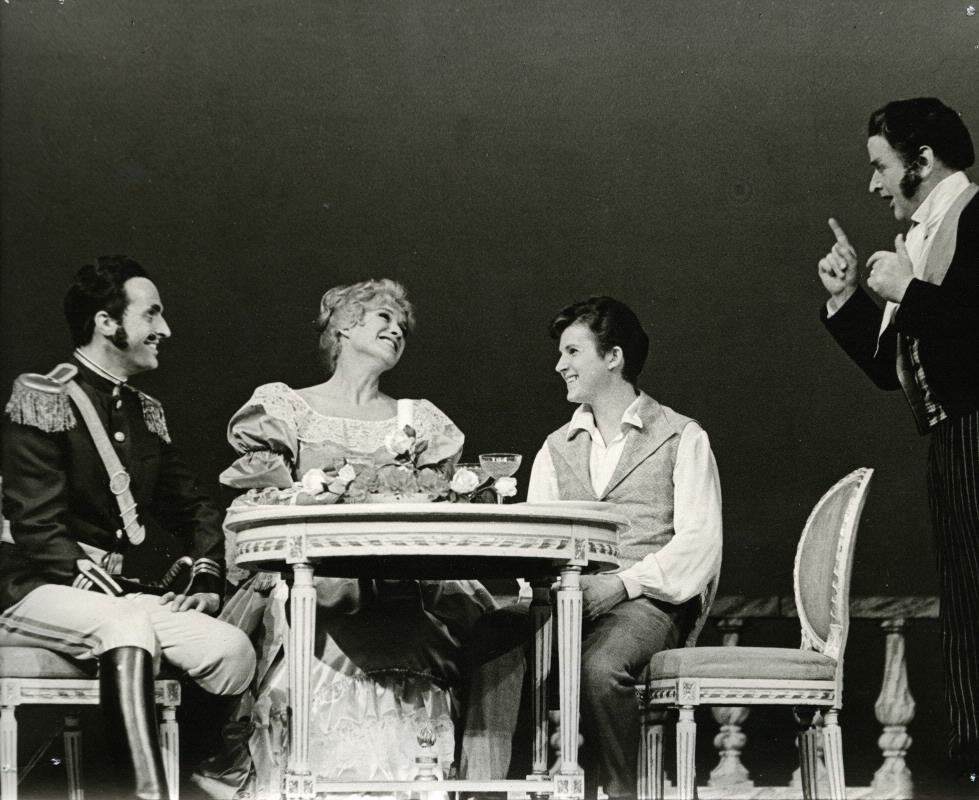
Rune Blomquist, Rut Hoffsten, Per Jonsson och Gunnar Schyman i Ljusstaken på Helsingborgs stadsteater 1965.